# 塘桥站
塘桥站位于中华人民共和国上海市浦东新区塘桥浦建路与浦东南路交叉口以东地下，属于上海地铁4号线的地铁车站，2007年12月29日投入运营。该站由于2003年7月1日在浦西董家渡路附近发生的严重事故，令工程延误，而未与4号线其它车站一并启用。本站现作为第二批试行“闸机常开”模式的车站之一。
建设中的19号线将经过本站，届时本站可换乘19号线。

## 车站构造

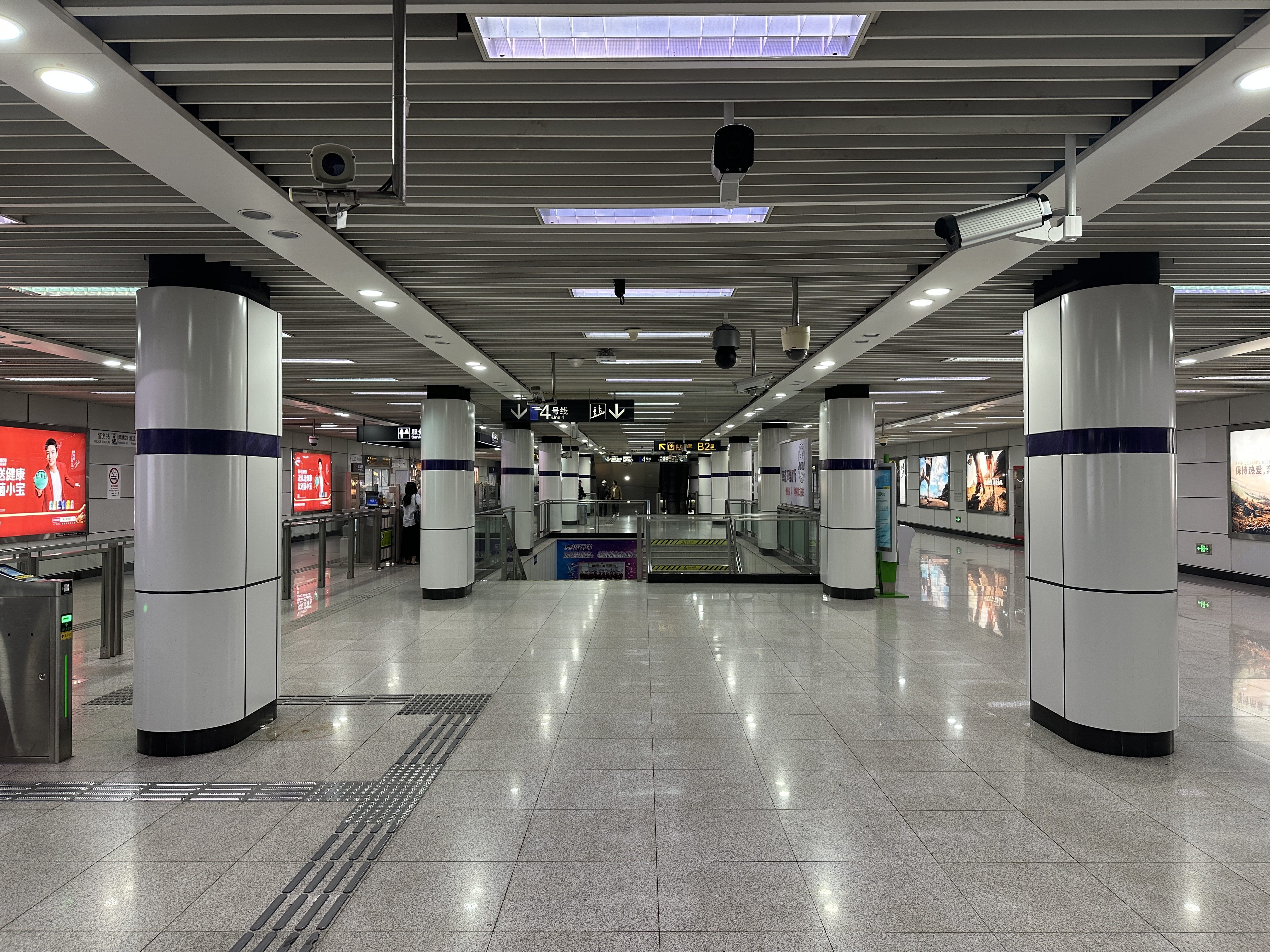
站厅

島式月台1面2線地下车站。
| 地面层   | 出入口             | 1-4出入口                        |  |  |
| 地下一层 | 商业层             |                                  |  |  |
| 地下二层 | 站厅               | 票务服务、自动售票机、人工服务台 |  |  |
| 地下三层 | ②站台              | █ 4号线 内环（南浦大桥）         |  |  |
|          | 岛式站台，左侧开门 |                                  |  |  |
|          | ①站台              | █ 4号线 外环（蓝村路）           |  |  |

## 车站出口
塘桥站共有4个出入口，近4号出口设地下连通道通向毗邻的新塘桥美食广场，各出入口如下所示：
| 出口编号            | 出口指示         | 照片 |
| ------------------- | ---------------- | ---- |
| 1 · 出口            | 南泉路，浦建路   |      |
| 2 · 出口            | 临沂北路，浦建路 |      |
| 3 · 出口            | 浦建路，浦东南路 |      |
| 4 · 出口 · （设有） | 浦建路，浦东南路 |      |
| 图例： 设有         |                  |      |

## 公交换乘
01、82、86、314、338、454、522、581、610、624、640、736、785、789、818、929、938、969、974、978、981、985、沪南线、塘川线、塘四线、塘南专线、浦卫线、浦卫专线、塘邵专线